# William Inge
William Motter Inge (Independence, 3 maggio 1913 – Los Angeles, 10 giugno 1973) è stato un drammaturgo, sceneggiatore, scrittore e docente statunitense.

## Biografia
Dopo aver lavorato come insegnante, si avvicinò alla letteratura esordendo con una commedia intitolata Come back, little Sheba (Ritorna piccola Sheba, 1950) incentrata sulle delusioni e sui rimpianti.
Vinse nel 1953 il Premio Pulitzer per la sua opera teatrale Picnic, basata sul tema dell'eroe vagabondo e nel 1962 l'Oscar alla migliore sceneggiatura originale per il film Splendore nell'erba.
Da ricordare anche Bus Stop (Fermata d'autobus, 1955) per l'approfondimento psicologico dei personaggi e The Dark at the Top of the Stairs (Il buio in cima alle scale, 1957) per la critica morale e sociale.
«Autore di tre commedie di grande successo - Picnic, Ritorna, piccola Sheba e Il buio in cima alle scale - bruciò, in brevissimo tempo, le sue riserve creative avviandosi repentinamente al declino, così come all'improvviso era balzato sull'altare della notorietà».

## Opere

### Prosa
- Torna, piccola Sheba (Come Back, Little Sheba, 1950)
- Picnic, (Picnic, 1953)
- Bus Stop, 1955
- Il buio in cima alle scale (The Dark at the Top of the Stairs, 1957)
- A Loss of Roses, 1959
- Summer Brave, 1962 (nuova versione di Picnic)
- Natural Affection, 1963
- Where's Daddy?, 1966
- The Last Pad, 1973
- Off the Main Road, 2015 (postumo)

### Romanzi
- Good Luck, Miss Wyckoff, Atlantic-Little, Brown, 1970
- My Son Is a Splendid Driver, Little Brown & Company, 1971

## Filmografia
- Torna, piccola Sheba (Come Back, Little Sheba), regia di Daniel Mann (1952) - soggetto
- Picnic (Picnic), regia di Joshua Logan (1955) - soggetto
- Fermata d'autobus (Bus Stop), regia di Joshua Logan (1956) - soggetto
- Il buio in cima alle scale (The Dark at the Top of the Stairs), regia di Delbert Mann (1960) - soggetto
- Splendore nell'erba (Splendor in the Grass), regia di Elia Kazan (1961) - soggetto e sceneggiatura
- E il vento disperse la nebbia (All Fall Down), regia di John Frankenheimer (1962) - sceneggiatura
- Donna d'estate (The Stripper), regia di Franklin J. Schaffner (1963) - soggetto
- Febbre sulla città (Bus Riley's Back in Town), regia di Harvey Hart (1965) - sceneggiatura
- Relazioni disperate (Good Luck, Miss Wyckoff), regia di Marvin J. Chomsky (1979) - soggetto